# Juszkiewicze (przystanek kolejowy)
Juszkiewicze (biał. Юшкавічы, ros. Юшкевичи) – przystanek kolejowy w miejscowości Juszkiewicze, w rejonie baranowickim, w obwodzie brzeskim, na Białorusi. Leży na linii Moskwa - Mińsk - Brześć.